# Scoparia pinnatifida
Scoparia pinnatifida är en grobladsväxtart som beskrevs av Adelbert von Chamisso. Scoparia pinnatifida ingår i släktet Scoparia och familjen grobladsväxter. Inga underarter finns listade i Catalogue of Life.